# Saillagouse (kanton)
Saillagouse var en fransk kanton fra 1790 til 2015 beliggende i departementet Pyrénées-Orientales i regionen Languedoc-Roussillon. Kantonen blev nedlagt i forbindelse med en reform, der reducerede antallet af kantoner i Frankrig. Alle kantonens kommuner indgår nu i den nye kanton Les Pyrénées catalanes.
Saillagouse bestod i 2015 af 21 kommuner :
- Font-Romeu-Odeillo-Via
- Osséja
- Bourg-Madame
- Saillagouse (hovedby)
- Enveitg
- Err
- Angoustrine-Villeneuve-des-Escaldes
- Égat
- Palau-de-Cerdagne
- Estavar
- Latour-de-Carol
- Ur
- Dorres
- Targassonne
- Porté-Puymorens
- Sainte-Léocadie
- Llo
- Eyne
- Porta
- Nahuja
- Valcebollère